# Перчиле
Перчиле (итал. Percile) је насеље у Италији у округу Рим, региону Лацио.
Према процени из 2011. у насељу је живело 277 становника. Насеље се налази на надморској висини од 581 м.

## Становништво
Према резултатима пописа становништва 2011. у општини је живело 277 становника.
| 1931. | 1936. | 1951. | 1961. | 1971. | 1981. | 1991. | 2001. | 2011. |
| ----- | ----- | ----- | ----- | ----- | ----- | ----- | ----- | ----- |
| 835   | 749   | 556   | 499   | 356   | 295   | 271   | 216   | 277   |